# 艾拉羅
阿尔瓦罗·陶赫特·索莱尔（西班牙語：[ˈalβaɾo soˈler]，德語：[ˈtaʊxɐt]；1991年1月9日—），是一名西班牙男歌手。2015年，他凭借热门歌曲El mismo sol，从義大利开始在欧洲崭露头角。他与珍妮弗·洛佩斯演唱了这首歌曲的西班牙语和英语的双语版本在美国、英国乃至全球发布。2016年，他的新单曲Sofia受到欧洲和其他国际市场的热烈欢迎，在欧洲国家打榜前十，其中在義大利、瑞士、波兰、斯洛伐克、捷克和比利时成功登上排行榜榜首。

## 生平

### 1991年－2010年：早年生活
1991年1月9日，阿尔瓦罗·索莱尔出生于巴塞罗那，他的父亲是德国人，母亲拥有西班牙和比利时的血统，所以他从小就掌握多门语言。他从小住在距离巴塞罗那几公里的圣库加特-德尔巴列斯。十岁时，他随父亲搬到了日本东京，直待到17岁才回到巴塞罗那。在日本时他有上钢琴课。

### 2010年－2014年：城市之光
2010年，他和自己的兄弟以及朋友一道，组建了乐队「城市之光」（Urban Lights）。这个乐队的音乐风格混合了英伦流行、独立流行和当地的电子音乐。乐队曾经获得大学生音乐比赛的奖项，并在2013年的西班牙音乐表演大赛《¡Tú sí que vales!》上获得了第八名的成绩，还发行了一些实体或自制的专辑。
同时，索莱尔还在格拉菲斯莫·爱丽莎瓦学校（Escuela de Grafismo Elisava）学习工业设计，也会去上音乐学校，并与巴塞罗那的一家模特事务所工作。
2014年，索莱尔决定退出城市之光乐队单飞，并以德国为中心踏上音乐艺人生涯。

### 2015年－至今：单飞及事业开端
在柏林，索莱尔与阿里·祖科斯基、来自七月（Juli）乐队的西蒙·特列贝尔一同制作了单曲El mismo sol。这首歌于2015年4月24日正式发行，先是在意大利一炮走红，登上意大利音乐协会（FIMI）榜单第一位，并获得双白金认证。之后，又在瑞士音乐榜（Swiss Hitparade）上位列第一。这首歌开始在全欧洲走红，登上了德国、法国、比利时、奥地利和荷兰的音乐榜单。
在这次成功之后，2015年6月23日，索莱尔发行了自己的第一章个人专辑《永恆夏日》（Eterno Agosto）。
2016年，索莱尔被邀请在意大利达人秀“X因素”第十季中担任评委。2016年10月6日，作为被提名人，索莱尔在拉丁美洲音乐大奖的颁奖典礼上与墨西哥女演员、歌手卢塞罗（Lucero）一起演唱了他的新单曲。

## 音乐作品

### 专辑
- 永恆夏日（Eterno Agosto）
  - 发行时间：2015年6月26日
  - 形式：CD、數位下載

- 彩色之海 (Mar de Colores)
  - 發行時間：2018年9月7日

### 单曲
2015年
- El mismo sol：独唱或与珍妮弗·洛佩兹合作
- Agosto

2016年
- Sofia
- Libre

2017年
- Animal